# 盧卡斯·東特
盧卡斯·東特（荷蘭語：Lukas Dhont；1991年6月11日—）是比利時電影導演。

## 生平
2018年，他完成首部長片《芭蕾少女夢》，講述一名15歲的跨性別芭蕾舞學生的掙扎，本片於第71屆坎城影展一種注目單元中作世界首映，並獲得費比西國際影評人獎、酷兒金棕櫚獎以及金攝影機獎。
2022年，他執導的第2部劇情長片《親密》獲選為第75屆坎城影展正式競賽片，並獲評審團大獎。。

### 私人生活
東特為一名男同性戀者。

## 電影作品

### 劇情長片
- 2018年：《芭蕾少女夢》（Girl）
- 2022年：《親密》（Close）

## 外部連結
- 盧卡斯·東特在互联网电影资料库（IMDb）上的資料（英文）
- 盧卡斯·東特的Instagram帳戶